# Congresso Indigenista Interamericano
O Congresso Indigenista Interamericano foi criado para discutir políticas para zelar pelos direitos dos povos indígenas na América. A primeira edição foi realizada em Pátzcuaro (México) em abril de 1940. Onde foi aprovado uma declaração de princípios que foi adotada como política oficial nos governos dos países signatários. Assim foi criada a Convenção de Pátzcuaro, a comemoração do Dia do Aborígene Americano  e a criação de Instituto Indigenista Interamericano.

## História
Em 1938 aconteceu em Lima (Peru), a Oitava Conferência Internacional Americana, sob assistência da União Pan-Americana (precursor da Organização dos Estados Americanos), onde decidiu-se realizar um congresso indígena continental, com o objetivo de criar um Instituto Interamericano. Inicialmente seria na Bolívia mas ocorreu no México, na Biblioteca Municipal Gertrudis Bocanegra (antiga igreja de Santo Agostinho).
O presidente de honra era o General Lazaro Cardenas del Rio, presidente do México na época, que fez o discurso de abertura e John Collier, diretor do Bureau of Indian Affairs (assuntos indígenas) dos Estados Unidos - que impulsionou em seu país a Lei de Reorganização indiana de 1934, defendendo as terras indígenas e dirigindo forma de auto-governo conhecida como a política Indian New Deal - na sessão de abertura também declamou uma mensagem de Franklin Roosevelt, o então presidente do Estados Unidos.
Neste congresso participaram delegações de alto nível de vários países americanos, exceto o Canadá, Haiti e Paraguai. Havia 55 delegações oficiais, mas 71 delegados independentes e 47 representantes de grupos indígenas de vários países.
- México: Luis Chavez Orozco, chefe do Departamento de Assuntos Indígenas do México e coordenador do Congresso Interamericano.[2]
- Colombia: César Uribe Piedrahíta, um do delegados oficiais;
- Chile: Venancio Coñuepán Huenchual, ascendência mapuche, deputado e ministro da República do Chile. Foi o diretor de Assuntos Indígenas;
- Bolivia: Antonio Díaz Villamil, escritor e historiador; ocupou o cargo de Diretor Geral de Educação;
- Brasil: Edgar Roquette Pinto, membro do Conselho Nacional do Serviço de Proteção ao Índio (SPI);
- Equador: Pío Jaramillo Alvarado e Víctor Gabriel Garcés;
- Estados Unidos: John Collier e os antropólogos John Cooper, Sophie Bledsoe Aberle e Matthew Stirling;
- México: Además de Chávez Orozco, Moisés Sáenz Garza, um dos promotores do encontro, secretário da Comissão Organizadora e Vicente Lombardo Toledano, secretario da Confederação dos Trabalhadores do México;
- Panamá: Rubén Pérez Cantule, etnia cuna;
- Peru: José Angel Escalante, presidente da delegação peruana e ex-prefeito de Cuzco em 1919 e ministro da Justiça em 1930; Luis Eduardo Valcárcel Vizcarra, antropólogo e pesquisador do pré-hispânico no Peru; José Uriel García, educador peruano; José María Arguedas, escritor e antropólogo. Escreveu a novela Yawar Fiesta (Festa de Sangue) (1941).

Inicialmente o Congresso era realizado a cada quatro anos, mas por várias razões o período foi modificado. Os seguintes congressos foram realizados:
- II: Cuzco, Perú (1948);
- III: La Paz, Bolívia (1954);
- IV: Guatemala (1959);
- V: Quito, Equador (1964);
- VI: Pátzcuaro, México (1968);
- VII: Brasília, Brasil (1972);
- VIII: Mérida, México (1980);
- IX: Santa Fé, Novo México, Estados Unidos (1985);
- X: San Martín de los Andes, Neuquén, Argentina (1992)
- XI: Managua, Nicarágua (1993).
- XII: Cidade do México, México (1999)

## Resultados
O Congresso aprovou uma "declaração solene de princípios" e 72 recomendações. A declaração, entre outras cláusulas, estabelecia:
- O problema dos povos indígenas da América é de interesse público. De caráter continental e relacionados com os propósitos afirmados de solidariedade entre todos os povos e governos do mundo personalidade.
- Não são recomendados práticas que originem conceitos de diferenças raciais e tendências desfavoráveis aos povos indígenas. O princípio básico a este respeito é a igualdade de direitos e oportunidades para todos os grupos da população americana.
- Todas as medidas adotadas para garantir os direitos e proteção conforme necessário para grupos indígenas, deve estar em respeito pelos valores positivos da sua identidade histórica e cultural e, a fim de melhorar sua situação econômica e assimilação e aproveitamento dos recursos da tecnologia moderna e da cultura universal.
- O Congresso Indigenista Interamericano deu lugar a Convenção de Pátzcuaro.[3] Marcando a adoção formal de indigenismo como política de Estado nos países signatários, entrando em vigor em 1942. As características desta política foram estabelecidas em termos gerais, sendo a aplicação em cada país de forma variável.
- Estabelecer o Día do Aborígene Americano no dia 19 de abril.[4] Sendo aceito oficialmente na Argentina e Costa Rica, assim como no Brasil, onde é lembrado como o Dia dos Povos Indígenas.[5] E também propôs a criação de um Instituto Interamericano, responsável pela execução das resoluções do congresso e coordenação da política indigenista em todo o continente.[6][7][8][9][10] Foi ratificado em vários países e em 1953 foi fundada a agência especializada da Organização dos Estados Americanos.  Referências

1. ↑  Lázaro Cárdenas del Río (14 de abril de 1940). «Discurso do Presidente da República do México no Primeiro Congresso Indigenista Interamericano». Memória política do México (em espanhol). Consultado em 25 de abril de 2016
2. ↑  "Seis anos de serviço ao Governo do México 1934-1940"; p. 356; México; A imprensa Nacional SA 1940; Idioma espanhol
3. ↑  Organização dos Estados Americanos (1940). «Cópia arquivada» (PDF). Consultado em 18 de julho de 2013. Arquivado do original (PDF) em 27 de fevereiro de 2012
4. ↑  Comissão Nacional de desenvolvimento dos Povos Indígenas (1940). «Día do Índio Americano - 19 de abril». Consultado em 18 de julho de 2013
5. ↑  UOL Educação. «Dia do índio nasceu em 1940 no Congresso Interamericano». Consultado em 18 de julho de 2013. Arquivado do original em 19 de agosto de 2013
6. ↑  Organização dos Estados Americanos (OEA) (1940). «Tratados Multilaterais - Convenção sobre o Instituto Indigenista Interamericano». Consultado em 25 de março de 2016
7. ↑  Getúlio Vargas (19 de agosto de 1954). «Convenção sobre o Instituto Indigenista Interamericano». Inter-American Development Bank. Decreto Nº 36 098 de 19 de agosto de 1954. Consultado em 19 de abril de 2016. Arquivado do original em 19 de setembro de 2016
8. ↑  Emília Altini; Osmar Marçoli (17 de março de 2014). «Dia do Índio, um dia institucional». Conselho Indigenista Misionário. Consultado em 19 de abril de 2014
9. ↑  Maria Cândida Drumond Mendes Barros (2004). «A missão Summer Institute of Linguistics e o indigenismo latino-americano: história de uma aliança (décadas de 1930 a 1970)». The Scientific Electronic Library Online (SciELO). Revista de Antropologia Vol. 47 Nº 1. ISSN 0034-7701. S0034-77012004000100002. Consultado em 19 de abril de 2014
10. ↑  Organização dos Estados Americanos (1940). «Tratados Multilaterais. Convenção sobre o Instituto Indigenista Interamericano» (em espanhol). Consultado em 18 de abril de 2016